# کینزیابولاتوو
کینزیابولاتوو (انگلیسی: Kinzyabulatovo) یک شهرک در شهرستان زیانچورینسکی استان باشقیرستان کشور روسیه است.